# Председатель Государственного административного совета
Председатель Государственного административного совета (бирм. နိုင်ငံတော်စီမံအုပ်ချုပ်ရေးကောင်စီဥက္ကဋ္ဌ) — де-факто глава правительства Мьянмы. Возглавляет Военный кабинет Мьянмы — исполнительную ветвь правительства Бирмы. 
Действующим председателем является Мин Аун Хлайн, пришедший к власти в ходе государственного переворота 2021 года, который он возглавил.

## Предпосылки
1 февраля 2021 года военные Мьянмы совершили переворот против демократически избранных членов правящей партии Мьянмы — Национальной лиги за демократию.  Лидер переворота Мин Аун Хлайн стал де-факто лидером государства после переворота. На следующий день Мин Аун Хлайн официально закрепил своё руководство, сформировав Государственный административный совет и став его председателем. 

## Полномочия
Поскольку Мин Аун Хлайн одновременно занимал должность главнокомандующего Вооружёнными силами Мьянмы, он имеет право осуществлять законодательную, судебную и исполнительную власть. Его кабинет также осуществляет законодательную власть. 

## Список
| № | Портрет | Имя           | Полномочия     | Полномочия  | Период          | Президент |
| № | Портрет | Имя           | Начало         | Окончание   | Период          | Президент |
| - | ------- | ------------- | -------------- | ----------- | --------------- | --------- |
| 1 |         | Мин Аун Хлайн | 2 февраля 2021 | действующий | 4 года 166 дней | Мьин Шве  |

## Заместитель Председателя Государственного административного совета
Заместитель Председателя Государственного административного совета — де-факто заместитель главы правительства Мьянмы, член Военного кабинета Мьянмы. Нынешний заместитель председателя — Со Вин.

### Список
| № | Портрет | Имя    | Полномочия     | Полномочия  | Период          | Председатель  |
| № | Портрет | Имя    | Начало         | Окончание   | Период          | Председатель  |
| - | ------- | ------ | -------------- | ----------- | --------------- | ------------- |
| 1 |         | Со Вин | 2 февраля 2021 | действующий | 4 года 166 дней | Мин Аун Хлайн |